# Hugo Everhard Cratz von Scharfenstein

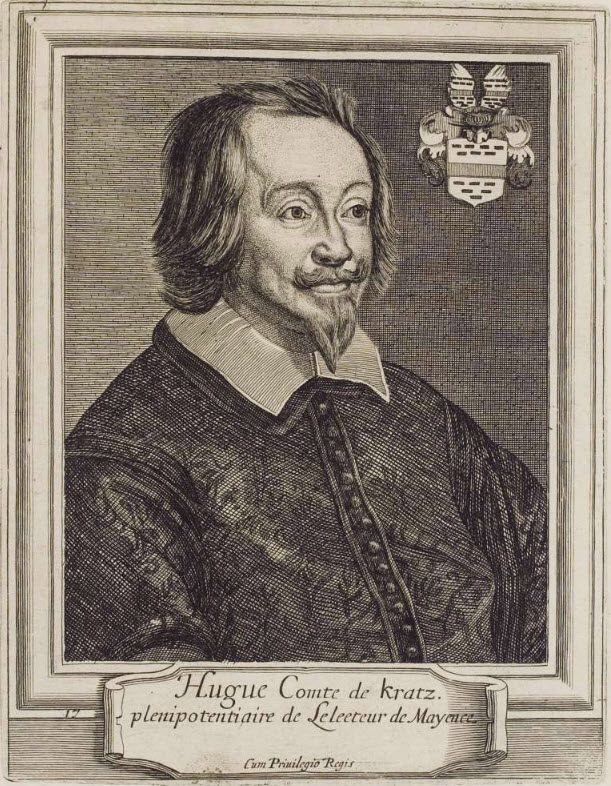
Hugo Everhard Cratz von Scharfenstein

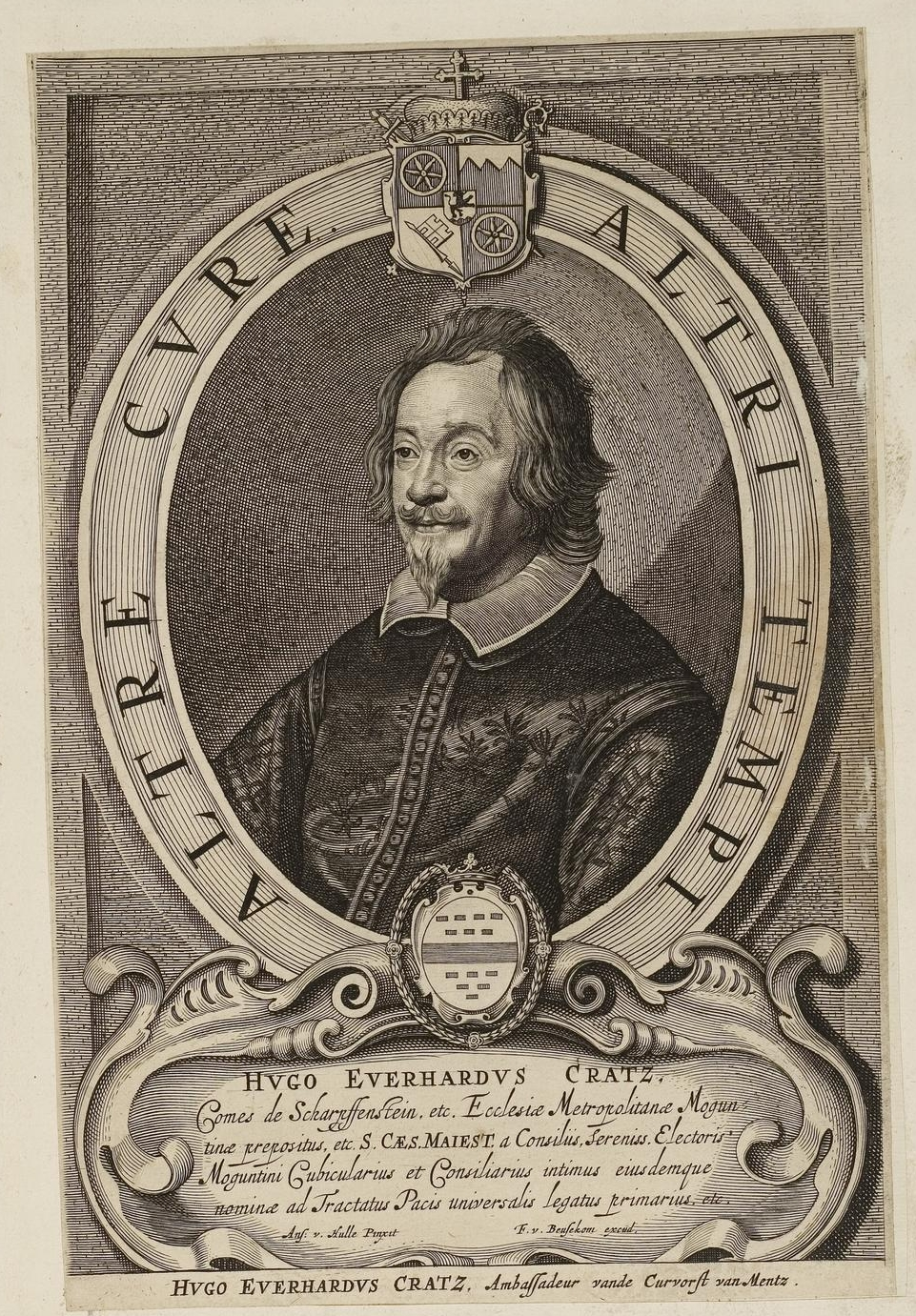
Hugo Everhard Cratz, Graf von Scharfenstein, in kurmainzischen Diensten

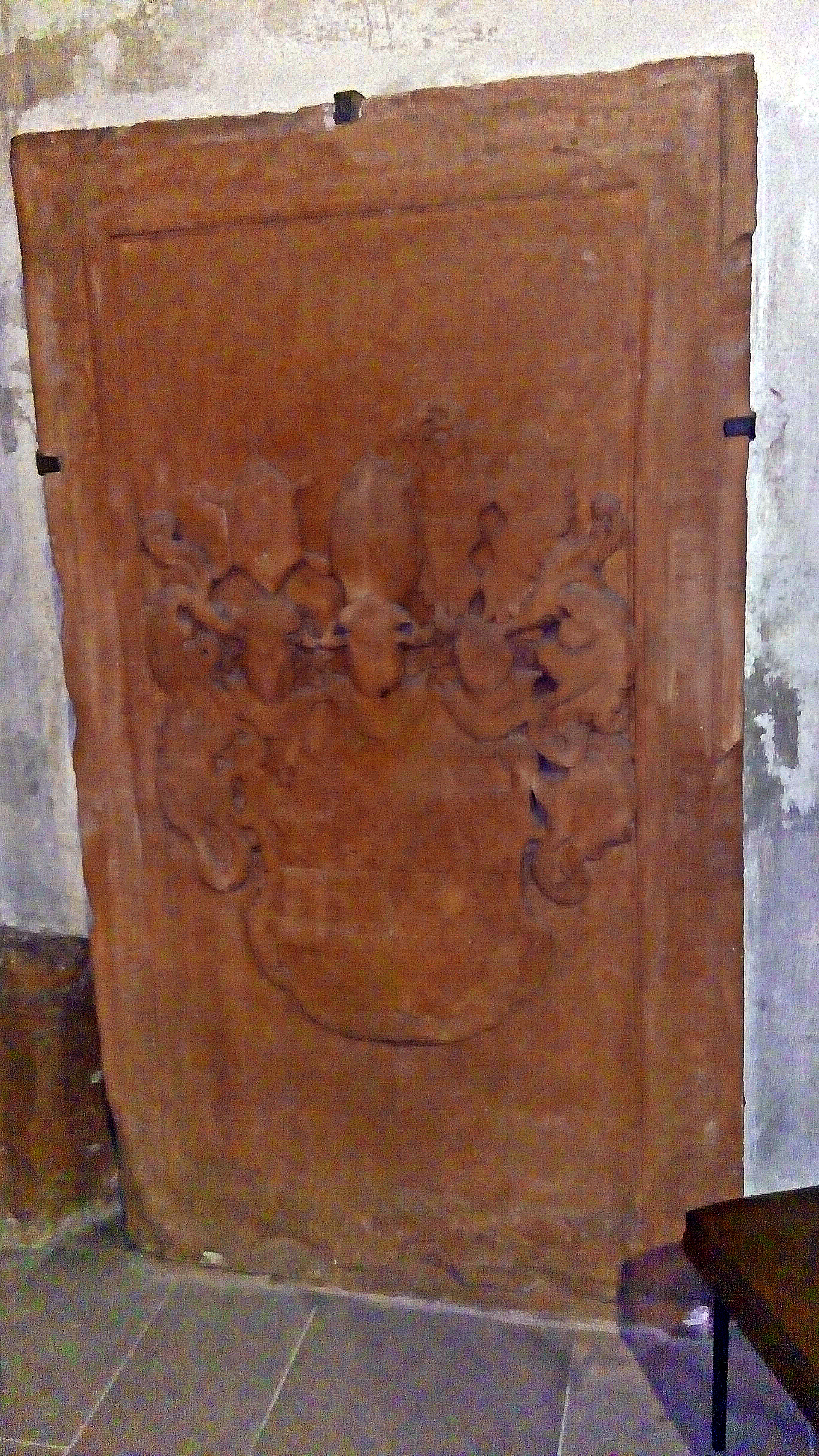
Abgetretene Grabplatte des Bischofs, Worms Liebfrauenkirche

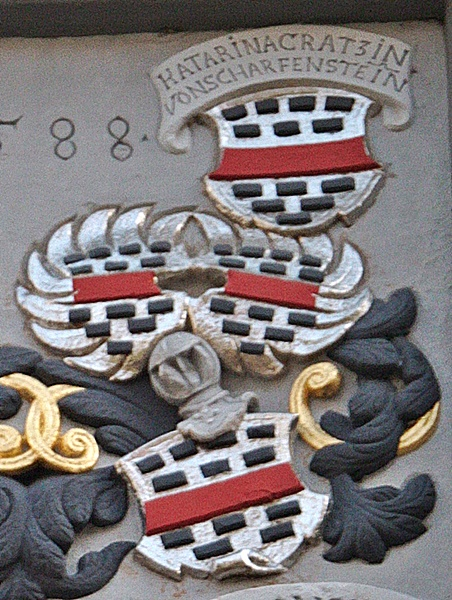
Wappen der Adelsfamilie Kratz von Scharfenstein

Hugo Everhard Cratz von Scharfenstein (* vor 1595; † 13. März 1663 in Regensburg) war von 1654 bis 1663 Bischof von Worms. Er war zuvor auch Diplomat und war unter anderem Kurmainzer Hauptgesandter bei den Verhandlungen zum Westfälischen Frieden. 

## Leben
Er stammte aus der Familie Cratz von Scharfenstein. Der Vater war Anton Cratz von Scharfenstein, die Mutter Katharina geb. von Metternich zu Zierel. Der Bruder Johann Philipp Cratz von Scharffenstein stand als General zunächst in kaiserlichen und dann in schwedischen Diensten. Ihr Großonkel Philipp II. Kratz von Scharfenstein war 1604 erwählter Bischof von Worms, starb aber schon kurz nach seiner Wahl. 
Seit 1602 besaß Hugo Everhard eine Präbende am Dom in Trier. Es folgten Stellen in Mainz und Worms. Einen Teil seiner Ausbildung absolvierte er an der Universität in Siena. Dort ist er 1615 nachweisbar. 
In Trier war er seit 1623 Domkapitular. Seit 1627 war er Archidiakon in Dietkirchen. Cratz von Scharfenstein war seit 1636 erzbischöflicher Kaplan und seit 1653 Dompropst. Er war zwischen 1611 und 1663 auch Propst des Stifts St. Paulin. 
Seit 1629 war er in Mainz Domkantor. Im Jahr 1638 wurde er Domkustos. Er war in Frankfurt am Main seit 1638 Propst des St. Bartholomäus-Stifts. In der zugehörigen Wahl- und Krönungskirche hat er 1663 den Choraltar gestiftet.
In weltlicher Hinsicht war Cratz von Scharfenstein kaiserlicher und Kurmainzer Rat. Er amtierte auch als Kämmerer in Kurmainz. Er war seit 1645 Hauptgesandter des Mainzer Kurfürsten und Reichserzkanzlers bei den Verhandlungen zum Westfälischen Frieden. Er reiste aber schon 1647 ab, so dass Nikolaus Georg Reigersberg die Verträge für Kurmainz unterzeichnete. 
Er hatte sich 1650 vergeblich um die Stelle eines Koadjutors in Trier bemüht. Als Dompropst von Worms und Kanzler der Universität Heidelberg wurde Cratz von Scharfenstein im Jahr 1654 dann zum Wormser Bischof gewählt. Zwischen 1655 und 1657 amtierte er als kaiserlicher Prinzipalkommissar am Reichsdeputationstag in Frankfurt. Cratz von Scharfenstein nahm als Kurmainzer Gesandter 1663 am Reichstag von Regensburg teil. Im Verlauf der Verhandlungen starb er. Nach seinem Tod wurde er auf eigenen Wunsch in der Wormser Liebfrauenkirche, vor dem Marienaltar bestattet. Seine Epitaphinschrift ist überliefert, die Grabplatte noch erhalten.